# 人中之龍～Beyond the Game～
《人中之龍～Beyond the Game～》是2024年美國和日本合拍的網路劇，改編自世嘉的《人中之龍系列》，由武正晴和瀧本賢吾共同執導，西恩·克勞希和中村勇吾共同編劇，竹內涼真主演。
該劇將於Amazon Prime Video全球獨佔播出，每週五播出3集，全6集。

## 登場人物

### 主要人物
- 桐生一馬：竹內涼真[1]
- 錦山彰：賀來賢人
- 真島吾朗：青木崇高

### 其他人物
- 澤村由美：河合優實[5]
- 錦山美穗：中山ひなの
- 澤村愛子：森田望智
- 麗奈：高岡早紀
- 風間新太郎：唐澤壽明
- 伊達刑警：澀谷昴
- 鄉田仁：宇崎龍童

## 製作團隊
- 原作：世嘉《人中之龍系列》
- 導演：武正晴、瀧本賢吾
- 編劇：西恩·克勞希、中村勇吾
- 執行製作人：艾瑞克·巴麥克、羅伯托·格蘭德、約書亞·隆恩
- 製作：The Fool